# 50回目のファースト・キス
『50回目のファースト・キス』（ごじゅっかいめのファースト・キス、原題：50 First Dates）は、記憶障害の女性と、一途な愛を貫く男とのロマンティック・コメディ。全米1位初登場を記録している。
2018年に日本でリメイク作品が公開された。こちらも本項で説明する。

## 概要
舞台はハワイ。記憶障害で前日の出来事を全て忘れてしまう女性と、そんな彼女にアタックを続ける男性との恋の行方を描いたラブストーリー。
『ウェディング・シンガー』以来の再共演となるアダム・サンドラーとドリュー・バリモアのロマンティック・コメディ。

## ストーリー
ハワイの水族館で獣医師として働くヘンリーは後腐れのない一夜の恋を楽しむプレイボーイ。
ある日カフェでルーシーという女性と出会い、意気投合するが、翌日会うと彼女はヘンリーのことをすっかり忘れていた。
実は彼女は交通事故の後遺症により、事故前日までの記憶は残っているが以後の記憶が全て一晩でリセットされてしまうという短期記憶喪失障害(前向性健忘)だった。
父と弟は彼女がその事に気づかないように、夜のうちに同じ新聞を準備し、彼女が壁に描いた絵を真っ白に消す作業を行い、彼女が事故にあった父親の誕生日での出来事を毎日同じように繰り返せるように努力していた。
ヘンリーは毎日、初対面から始め、愛を告白し続ける。二人は毎日恋に落ち、毎日ファースト・キスをする。ヘンリーにとっては23回目であろうが50回目であろうが、ルーシーにとってはファースト・キスなのである。
ある日ルーシーは車が車検切れだと指摘され、それに反論するために新聞を見て、日付が自分の記憶にあわないことに驚愕する。記憶のない彼女にとっては、常にその日は父親の誕生日なのである。この矛盾を父親に問いただすために、怒りながら帰宅するが、これらのことも父親にとっては何度も経験したことであり、すでに用意していた事故のファイルを見せ、真実を説明する。彼女にとって初めて聞いたことで、悲しみにくれるが、次の日になれば、また彼女にとっては同じ父親の誕生日の日曜日となる。
しかし、このままではルーシーの人生は失われたままであると考えたヘンリーは二人の出会いから現在までを描いたビデオを作成し、毎朝彼女に見せ、彼女の人生を取り戻す努力を開始する。また、そのビデオによって、この彼女にとって見知らぬ男であるヘンリーが彼女の恋人と理解するようになり、少しずつであるが、二人の仲は進展していくかに思われた。しかしヘンリーもまた、毎日ルーシーに恋をさせることに努力することに没頭するあまり、ヘンリー自身の人生の夢である海洋探索の夢をあきらめることにした。これを立ち聞きしてしまったルーシーは、自分が愛する人の重荷になると思い、別れを決意した。実は、ルーシーはヘンリーに黙って日記をかき、そこにビデオとおなじように自分の気持ちを寝る前に日記にかいて、それを記憶を失った翌朝に、よみなおすことにより、自分自身の記憶を再現する努力をおこなっていった。ビデオでは又聞きのような気が毎回してしまうというのが、理由だ。ルーシーはこのヘンリーとの想い出を綴った日記も全て処分してしまう事を決意した。このことは、つまり記憶から、ルーシーの人生からヘンリーを消すということになる。果たしてこの選択が紡ぐ未来とは……?

## 出演
| 役名                        | 俳優                     | 日本語吹替 | 日本語吹替 |
| 役名                        | 俳優                     | ソフト版1  | ソフト版2  |
| --------------------------- | ------------------------ | ---------- | ---------- |
| ヘンリー・ロス              | アダム・サンドラー       | 森川智之   | 森川智之   |
| ルーシー・ホイットモア      | ドリュー・バリモア       | 松本梨香   | 乙葉       |
| ウーラ                      | ロブ・シュナイダー       | 後藤哲夫   | 後藤哲夫   |
| ダグ・ホイットモア          | ショーン・アスティン     | 高木渉     | 高木渉     |
| マーリン・ホイットモア      | ブレイク・クラーク       | 辻親八     | 辻親八     |
| アレクサ                    | ルシア・ストラス         | 雨蘭咲木子 | 雨蘭咲木子 |
| Dr.キーツ                   | ダン・エイクロイド       | 佐々木梅治 | 佐々木梅治 |
| スー                        | エイミー・ヒル           | 田村聖子   | 田村聖子   |
| ニック                      | ポマイカーイー・ブラウン | 遠藤純一   | 遠藤純一   |
| 老人                        | ジョー・ナカシマ         | 小形満     | 小形満     |
| ノリーン                    | ミッシー・パイル         |            |            |
| ステイシー                  | マーヤ・ルドルフ         |            |            |
| トム                        | アレン・コヴァート       | 遠藤純一   | 遠藤純一   |
| ジェニファー （ジョナサン） | ジョナサン・ローラン     | 白熊寛嗣   | 白熊寛嗣   |
| 工場労働者                  | ケヴィン・ジェームズ     | 遠藤純一   | 遠藤純一   |

- その他の日本語吹き替え：藤貴子／内川藍維／MAI／大久保利洋／松久保いほ／清水千恵／笹森亜希／宇乃音亜季

翻訳：宮川桜子、演出：伊達康将、調整：三谷佳奈美、制作：東北新社
- ソフト版1はDVD・BDに、ソフト版2はDVDにのみ収録。オンデマンド配信ではソフト版2が使用されている。

## エピソード
- 本作は2004年2月に公開された。ロスが記憶障害のガールフレンドに、記憶をなくして以降のことを伝えるビデオを編集して見せる場面がある。その中で2003年のボストン・レッドソックスについて流し、ワールドシリーズ優勝シーンの後「冗談」とテロップが出る。この「冗談」が成立する背景にはアメリカ人の中に「レッドソックスはバンビーノの呪いで決してワールドシリーズ優勝はできない」という共通認識があったからである。
しかし本作が公開された2004年の秋にレッドソックスは実際にワールドシリーズで優勝している。

## リメイク作品
『50回目のファーストキス』のタイトルで日本によるリメイクが行われ、2018年6月1日に公開された。監督・脚本は福田雄一。主演は、山田孝之、長澤まさみで、2人の映画共演は2007年公開の『そのときは彼によろしく』以来11年ぶり。

### キャスト (リメイク作品)
- 弓削大輔: 山田孝之 - オアフ島のツアーガイドで天文学の研究者。プレイボーイ。
- 藤島瑠衣: 長澤まさみ - 木の衝突事故により記憶を失ってしまう女性。
- ウーラ山崎: ムロツヨシ - 大輔の親友。
- 味方和彦: 勝矢 - 大輔のアルバイト先の上司。
- 藤島慎太郎: 太賀 - 瑠依の弟。筋トレ好き。姉を献身的に支える。
- 高頭すみれ: 山崎紘菜 - 大輔の同僚。大輔に片思い。
- 名取医師: 大和田伸也 - 瑠依の主治医。
- 藤島健太: 佐藤二朗 - 瑠依の父親。パイナップル畑の帰りに道に子牛が居たことに気付きハンドルを切った時に木に衝突し事故を起こすが、命に別状は無かった。
- スー: Myhraliza G.Aala - カフェ「KENEKE'S GRILL」の店員。瑠衣の母の親友だった。
- ニック: Blake "Brutus" La Benz - カフェ「KENEKE'S GRILL」のコック。
- 桜井ユキ
- 青山めぐ
- 小宮有紗
- 逢沢りな
- 想乃
- 可知寛子
- 安田カナ
- 小林万里子

### スタッフ (リメイク作品)
- 原案：『50回目のファースト・キス』（監督：ピーター・シーガル / 脚本：ジョージ・ウィング）
- 監督・脚本：福田雄一
- 音楽：瀬川英史
- 主題歌：平井堅「トドカナイカラ」（アリオラジャパン）
- 製作：ソニー・ピクチャーズ エンタテインメント、今村司、井上肇、谷和男、髙橋誠、弓矢政法、荒波修、吉羽治、本田晋一郎
- エグゼクティブプロデューサー：伊藤響
- プロデューサー：北島直明、松橋真三
- 撮影 - 工藤哲也、鈴木靖之
- 照明 - 藤田貴路
- 録音 - 高島良太
- 美術 - 遠藤善人
- 装飾 - 西岡萌子
- ポスプロプロデューサー - 鈴木仁行
- 編集 - 栗谷川純
- スタイリスト - 黒羽あや子
- ヘアメイク - 内城千栄子
- スクリプター - 廣瀬順子
- 助監督 - 井手上拓哉、松尾大輔
- 制作担当 - 白井麻理
- ラインプロデューサー - 小沢禎二、鈴木大造
- 特別協力：ハワイアンエアライン
- 配給：ソニー・ピクチャーズ エンタテインメント
- 制作プロダクション：Plus D
- 製作幹事：ソニー・ピクチャーズ エンタテインメント、日本テレビ放送網
- 製作：「50回目のファーストキス」製作委員会 (ソニー・ピクチャーズ エンタテインメント、日本テレビ放送網、パルコ、読売テレビ放送、KDDI、ジェイアール東日本企画、GYAO、講談社、Plus D 、札幌テレビ放送、宮城テレビ放送、静岡第一テレビ、中京テレビ放送、広島テレビ放送、福岡放送)

### テレビ放送
| 回 | 放送日         | 放送時間（JST）   | 放送局     | 放送枠          | 備考         |
| -- | -------------- | ----------------- | ---------- | --------------- | ------------ |
| 1  | 2019年10月18日 | 金曜21:00 - 22:54 | 日本テレビ | 金曜ロードSHOW! | 地上波初放送 |

### リメイク作品
- 映画「50回目のファーストキス」公式サイト（日本語）
- 50回目のファーストキス - allcinema
- 50回目のファーストキス - KINENOTE
- 映画『50回目のファーストキス』 (@50kissjp) - X（旧Twitter）
- 50 First Kisses - IMDb（英語）